# Олександрівська сільська рада (Старобешівський район)
| Олександрівська сільська рада — колишній орган місцевого самоврядування у Старобешівському районі Донецької області з адміністративним центром у c. Олександрівка. Сільській раді підпорядковані населені пункти: - c. Олександрівка - с. Андріївка - с. Вознесенка - с. Горбатенко - с. Світле - с. Чумаки |

## Склад ради
Рада складається з 16 депутатів та голови.

## Керівний склад сільської ради
| ПІБ                            | Основні відомості                                                                  | Дата обрання | Дата звільнення |
| ------------------------------ | ---------------------------------------------------------------------------------- | ------------ | --------------- |
| Гумуржи Костянтин Георгійович  | Сільський голова, 1950 року народження, освіта, член Соціалістичної партії України | 26.03.2006   | 31.10.2010      |
| Большакова Ірина Олександрівна | Сільський голова, 1962 року народження, освіта вища, член Партії регіонів          | 31.10.2010   |                 |

Примітка: таблиця складена за даними джерела